# VK Jimboys Duffel
VK Jimboys Duffel was een Belgische voetbalclub uit Duffel. De club sloot in 1976 aan bij de KBVB met stamnummer 8436. 
In 1986 nam de club ontslag uit de KBVB. 

## Geschiedenis
VK Jimboys sloot in juni 1976 aan bij de KBVB.
Men startte in Vierde Provinciale, waar de club gedurende de tien seizoenen dat men aangesloten was zou spelen.
In 1976-1977 speelde men voor het eerst de derby tegen KVV Duffel, Jimboys verloor kansloos met 0-5.
VK Jimboys was een erg bescheiden club, die enkel in het seizoen 1981-1982 niet laatste in de stand werd, men behaalde met zeven overwinningen een clubrecord in dat seizoen en hield VK Liezele achter zich.
In het seizoen 1977-1978 werd geen enkel punt behaald en in 1978-1979 slechts één.
In 1986 nam de club ontslag uit de KBVB.